# Okręg wyborczy Manchester Gorton
Okręg wyborczy Manchester Gorton powstał w 1885 r. i wysyła do brytyjskiej Izby Gmin jednego deputowanego. Okręg obejmuje okręgi Fallowfield, Gorton North, Gorton South, Levenshulme, Longsight oraz Rusholme w Manchesterze.

## Deputowani do brytyjskiej Izby Gmin z okręgu Manchester Gorton
- 1885–1889: Richard Peacock, Partia Liberalna
- 1889–1895: William Mather, Partia Liberalna
- 1895–1906: Ernest Hatch, Partia Konserwatywna, od 1904 r. Partia Liberalna
- 1906–1923: John Hodge, Partia Pracy
- 1923–1931: Joseph Compton, Partia Pracy
- 1931–1935: Eric Bailey, Partia Konserwatywna
- 1935–1937: Joseph Compton, Partia Pracy
- 1937–1942: William Benn, Partia Pracy
- 1942–1955: William Oldfield, Partia Pracy
- 1955–1967: Konni Zilliacus, Partia Pracy
- 1967–1983: Kenneth Marks, Partia Pracy
- 1983–2017: Gerald Kaufman, Partia Pracy
- 2017-    : Afzal Khan, Partia Pracy